# کوه اوکویاما
کوه اوکویاما (به لاتین: Mount Ōkueyama) یک کوه در ژاپن است که در استان میازاکی واقع شده‌است. کوه اوکویاما ۱٬۶۴۳ متر بالاتر از سطح دریا واقع شده‌است.